# هارلي هاريس بارتليت
هارلي هاريس بارتليت (بالإنجليزية: Harley Harris Bartlett)‏ (9 مارس 1886 - 21 فبراير 1960) عالم نبات أمريكي متخصص في الكيمياء الحيوية كان رئيس قسم النبات في جامعة ميشيغان بين عامي 1922-1947 ومدير الحدائق النباتية الجامعة بين عامي 1919-1955.

## روابط خارجية
- أعمال أو نبذة عن هارلي هاريس بارتليت على أرشيف الإنترنت
- Harley Harris Bartlett Papers, 1909-1960 at Bentley Historical Library, University of Michigan